# 科莫河

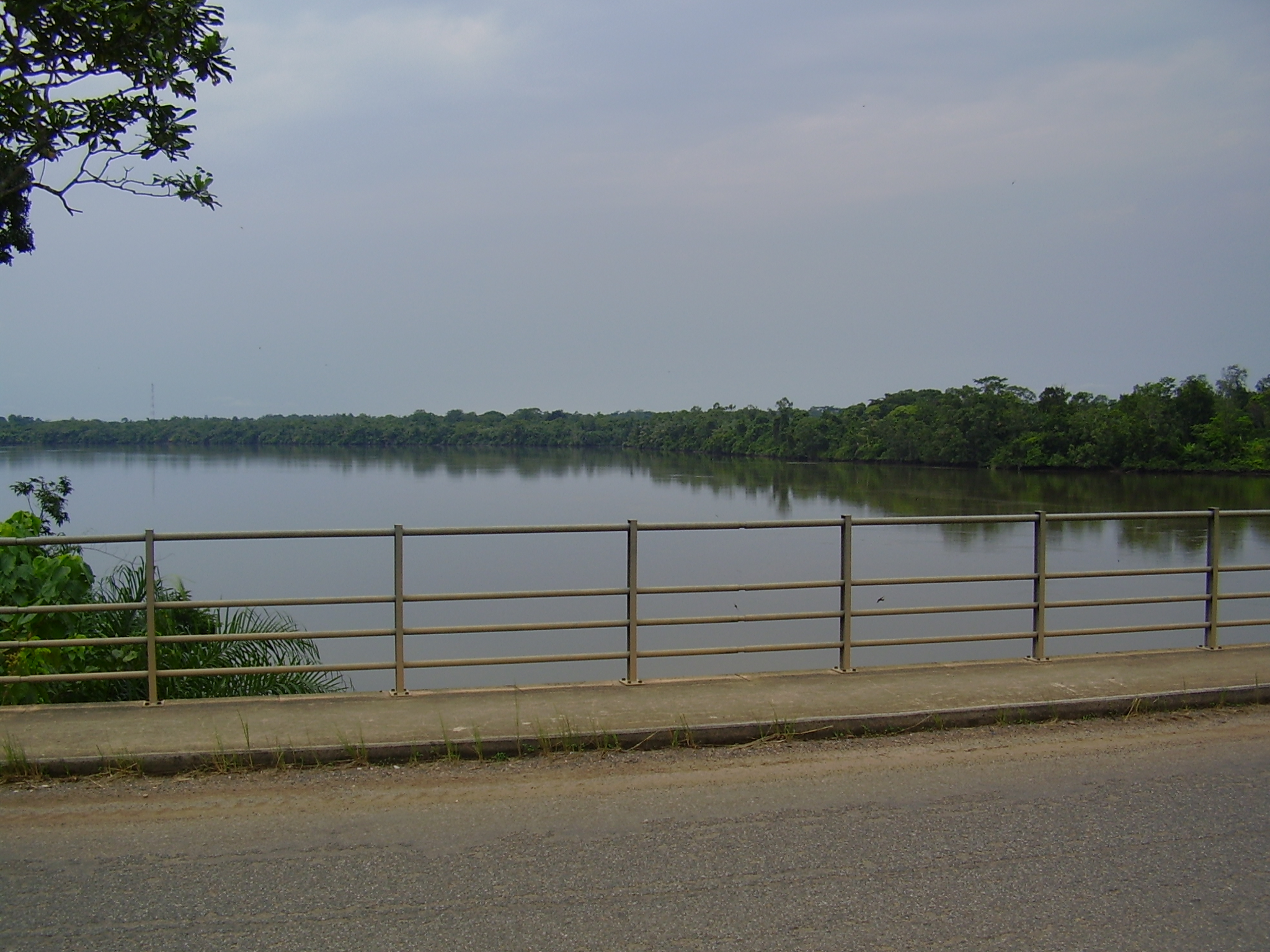

科莫河（Río Komo）是非洲的河流，發源自赤道畿內亞和加蓬，河道全長230公里，是加蓬第三大河流，流域面積超過5,000平方公里，下游的瀑布可為利伯維爾提供水力發電。
0°09′35″N 9°49′43″E / 0.15967°N 9.82864°E